# Iracema - Uma Transa Amazônica
Iracema - uma transa amazônica é um filme teuto-brasileiro de 1974, do gênero drama documental, dirigido por Jorge Bodanzky e Orlando Senna. O filme esteve proibido no país e só foi lançado oficialmente no Brasil em 1981. É a história do impacto nas populações da selva amazônica provocado pela rodovia Transamazônica. Em novembro de 2015 o filme entrou na lista feita pela Associação Brasileira de Críticos de Cinema (Abraccine) dos 100 melhores filmes brasileiros de todos os tempos.
A história em estilo semidocumental, segue a trajetória de um caminhoneiro (conhecido por Tião Brasil Grande) junto de uma prostituta (Iracema), que viajam pela recem constuída Rodovia Transamazônica. O caminhoneiro, expressa a confiança que tem no progresso do Brasil e a melhoria que a rodovia construída na floresta amazônica ajudará a acontecer. Em seu caminhão tem adesivos do então regime militar "Brasil, ame-o ou deixe-o" e "Do destino ninguém foge".

## Sinopse
O filme começa com a família de Iracema (Edna de Cássia) chegando de barco na cidade brasileira de Belém (no Pará), para a festa do Círio de Nazaré. Mesmo com apenas quinze anos, ela permanece na cidade e entra no ramo da prostituição, recebendo as orientações das mulheres mais velhas. Em um cabaré, ela conhece o caminhoneiro Tião, Brasil Grande, que cruza rodovia Transamazônica transportando madeira. Este leva Iracema em suas viagens, até que se cansa dela e a deixa em um prostíbulo de beira de estrada. Tempos depois, os dois se reencontram rapidamente. Tião parece ter melhorado de vida, está com um caminhão novo e agora transporta gado. Já Iracema está completamente entregue à mesma prostituição e à miséria.

## Elenco principal
- Paulo César Peréio como Sebastião (Tião "Brasil Grande")
- Edna de Cássia como Iracema
- Lúcio dos Santos
- Elma Martins
- Fernando Neves
- Wilmar Nunes
- Sidney Piñon
- Rose Rodrigues
- Conceição Senna

## Produção
A ideia do filme, segundo Bodanzky, surgiu quando ele trabalhava para a revista Realidade, da editora Abril, nos anos 1960, e teve de fazer uma reportagem sobre a rodovia Belém Brasília, e viu "a movimentação dos caminhões e das prostitutas". A produção foi uma encomenda para a televisão alemã realizada em 1974, mas a censura da ditadura militar proibiu sua exibição no país por muitos anos, alegando que era uma produção estrangeira; e que este contrariava a propaganda oficial, que dizia que a rodovia levaria o progresso à região. Bodanzky retratou grilagem de terras, desmatamento, queimadas, a prostituição e miséria. Por causa da fama de "mulherengo" do ator Paulo César Peréio, o diretor tomou cuidado adicional de não deixá-lo sozinho com a atriz em momento algum, não por falta de confiança no ator, mas provavelmente pela dificuldade que houve em contratá-la, pois era menor de idade e a família resistiu muito à ideia. 
A canção que Tião e Iracema dançam na cena do cabaré é "Você é doida demais", interpretada por Lindomar Castilho. Outras músicas incorporadas ao filme são "Briga Bonita" de Teixeirinha e Mary Terezinha, e "Máquinas Humanas", de Paulo Sérgio.

## Lançamento
O filme foi exibido em diversos países da Europa durante os anos em que esteve proibido no Brasil pela censura e, clandestinamente no Brasil, em 1978, numa mostra de filmes proibidos em Minas Gerais. O filme foi lançado em circuito comercial no Brasil no dia 30 de março de 1981, no cinema Caruso, no Rio de Janeiro, e no Cinema1, em Niterói.

## Principais prêmios e indicações
Festival de Brasília 1980 (Brasil)
- Venceu nas categorias de melhor filme, melhor atriz (Edna de Cássia), melhor atriz coadjuvante (Conceição Senna) e melhor edição (Eva Grundman e Jorge Bodanzky).

Associação de Críticos Cinematográficos de Minas Gerais 1978 (Brasil)
- Eleito o melhor filme do ano, durante uma mostra de filmes proibidos.

Outros prêmios
- Ganhou o Prix George Sadoul (Paris), o Adolf Grimme Preis (Alemanha), o Encomio Taormina (Itália) e o 12º Reencontre Film et Jeunesse (Prêmio Especial – Festival de Cannes Melhor Filme 78 – ACCMG).